# Galeria Sztuki Współczesnej w Opolu
Galeria Sztuki Współczesnej  w Opolu (GSW) jest publiczną instytucją kultury, prezentującą i promującą sztukę współczesną. Istnieje od 1958 roku (wcześniej jako Biuro Wystaw Artystycznych). Przez lata swej działalności zorganizowała  ponad 3000 ekspozycji opolskich, polskich oraz zagranicznych twórców. W każdym roku około 30 wystaw. Galeria promuje sztukę polską, mając na  uwadze szczególnie twórców związanych z Opolszczyzną. Czyni to także poza granicami kraju, współpracując z różnymi ośrodkami artystycznymi na świecie. 
W kalendarzu imprez artystycznych organizowanych przez galerię są takie, które odbywają się cyklicznie: wystawa Ars Polonia - co dwa lata, czyli prezentacja sztuki artystów polskich, tworzących poza granicami kraju, także doroczny Salon Jesienny oraz renomowana wystawa  World Press Photo. 
GSW prowadzi też - zakrojoną na szeroką skalę - działalność edukacyjną, popularyzującą sztukę naszych czasów, poprzez warsztaty artystyczne, wykłady, projekcje filmowe i spotkania z twórcami.  Galeria dysponuje obiektem z nowoczesnymi salami wystawowymi, placem ekspozycyjnym oraz  Artpunktem - budynkiem, w którym koncentrują się działania warsztatowe.
Ważną część  działalności galerii stanowi projektowanie wydawnictw: katalogów, albumów, plakatów, oraz innych okazjonalnych materiałów promujących galerię i jej działania. To tutaj znajduje się redakcja Artpunktu – kwartalnika poświęconego sztuce współczesnej. Pracownicy galerii zajmują się także projektowaniem wystaw plenerowych.
GSW koncentruje się na dokumentowaniu dokonań twórczych opolskiego środowiska artystycznego. Posiada bogate zbiory własne z dziedziny sztuk wizualnych oraz bibliotekę z czytelnią w budynku Artpunktu,  gromadzącą książki, albumy i czasopisma dotyczące zarówno sztuki dawnej, jak i współczesnej.